# Yulella natalensis
Yulella natalensis is een hooiwagen uit de familie Triaenonychidae.